# 宝塚キネマ興行
寶塚キネマ興行株式會社（たからづかキネマこうぎょう）は、かつて京都に存在した映画会社である。高村正次と南喜三郎が設立、正映マキノキネマの御室撮影所と、東亜キネマの配給興行網と、阪急電鉄の小林一三の資本を仰いで設立されたが、設立わずか半年で経営が崩壊、賃金未払いが起きる。設立1年少々で解散した。通称宝塚キネマ（たからづかキネマ）。

## 沿革
- 1932年11月 - 設立[1]
- 1933年2月末 - 経営難による給与遅配・分割支払い始まる[2]
- 1934年1月21日 - 撮影所休業に入る[2]
  - 同年2月10日 - 争議状態に突入
  - 同年4月10日 - 解散[4]

## データ
- 所在地 : 京都府京都市右京区花園天授岡町14番地、現在跡地は住宅地[5]
北緯35度1分38秒 東経135度43分6秒 / 北緯35.02722度 東経135.71833度
- 代表 : 南喜三郎[1]
- 撮影所長 高村正次[1][2]

## 概要

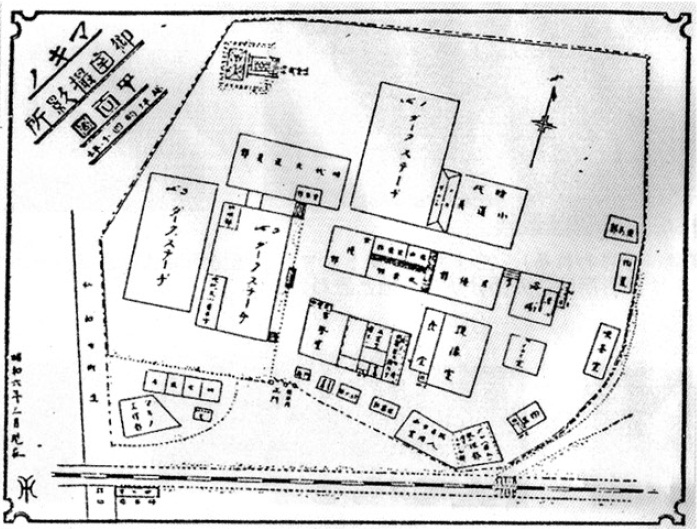
同社が継承したマキノ・プロダクション御室撮影所（1931年2月の平面図）。

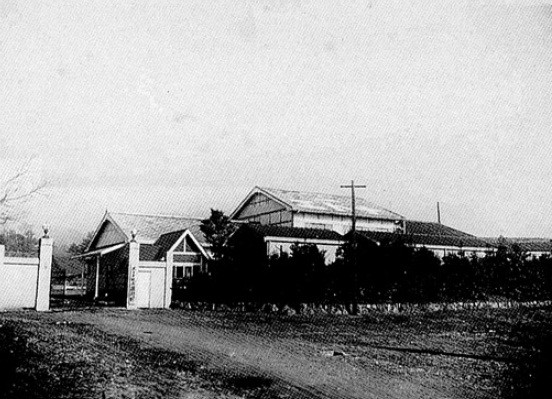
同社が解散した翌年の撮影所正門（1935年撮影）

### 御室撮影所を継承
1932年（昭和7年）11月、高村正次が映画製作を断念した東亜キネマを買収、東活映画社の社長を辞任した南喜三郎とともに設立したのが、この「宝塚キネマ興行」である。「御室撮影所」を「宝塚キネマ撮影所」と改称して稼動させた。東亜キネマ、同社の製作を代行した東活映画社、そして正映マキノキネマの残党の受け皿となった。設立第1作は東亜・東活系の堀江大生監督の『敵討愛慾行』で、同年12月15日に公開された。同年内に5本を公開した。

同社の撮影所は、1925年（大正14年）11月3日に開業した京都電燈（現在の京福電気鉄道北野線）の妙心寺駅の北側、大通り（現在の京都府道101号銀閣寺宇多野線）の北側に挟まれた一帯であった。
1933年（昭和8年）7月、賃金未払いが起きて、経営者と従業員が対立する。7月および8月の生産本数が如実に減り、映画館への作品の供給が滞る。1934年（昭和9年）1月14日、久保文憲 監督の『霧の地下道』を「大阪パークキネマ」で、後藤岱山監督の『大利根の朝霧』と、そしてついに監督となった高村の初監督作『片仮名仁義』の二本立てを「大阪敷島倶楽部」で公開したのが同社の最終作品となった。25万円（当時）の負債のため、同年1月21日をもって休業に入る。

### 争議と解散
所長の高村は新会社設立を発表するが、同年2月5日の時点で不成立であり、同月8日までに1,000円（当時）を調達するということであったが、150円しか調達できず、給料は支払われなかった。同月10日、争議状態に突入、従業員側の代表に撮影技師の柾木四平、現像部主任の木全俊策が選ばれた。この時点で従業員256名（うち女性48名）、争議参加者は228名（うち女性41名）であった。柾木・木全は名古屋の小林祐蔵（小林キネマ商会）等、外部の債権者等とも交渉を行った。同月12日には、嵐寛寿郎プロダクションからエキストラの発注があり、俳優60名を日当1円50銭で雇い入れた。東京の岩岡商会（岩岡巽）が製作する『乃木将軍』へのスタッフ参加の要請があり、同月13日・14日の両日、60名が撮影に従事し、その受注金額から80銭が分配された。
同年4月、従業員代表が俳優の豊島龍平および片山伸二、スタッフの饗庭寅蔵の3人に代り、大阪の堀川興業を含めて交渉に入ったが、同月6日、新京阪電車四条大宮停留所（現在の阪急電鉄京都本線大宮駅）で高村所長の代理と称する正木長四郎と会見、解散手当金1,000円（当時）を調達したのでこれを支給したいとのことであったが、従業員側は所長と直接の交渉を主張、同月9日、京都駅前ステーションホテル（現在のステーションホテル京都）で所長と同様の趣旨の会見を行い、同日16時に全従業員が撮影所に召集され、約60人が集合、解散を言い渡された。翌10日、従業員59名に対し、解散手当金として16円50銭（対象者43名）、7円（同9名）、4円（同7名）がそれぞれが支給され、同社は同日、正式に解散した。

### 解散後
同社が使用した「御室撮影所」は、同年9月から、田中伊助が設立したエトナ映画社が稼動、「エトナ映画京都撮影所」と改称した。Google ストリートビューによれば、2009年（平成21年）11月時点での同社撮影所跡地は、分割されて住宅地になっている。
従業員代表を務めた面々のうち、豊島龍平は松竹下加茂撮影所が製作し同年6月28日に公開した『月形半平太』（監督冬島泰三）に出演しており、片山伸二は新興キネマが製作し同年10月15日に公開した『花婿突進』（監督久松静児）した記録が残っており、柾木四平は翌1935年（昭和10年）11月にマキノ正博が設立したマキノトーキー製作所に入社している。解散年まで在籍した監督である仁科熊彦と堀江大生は極東映画へ、大江秀夫は大都映画へ、久保文憲こと久保為義はマキノトーキー製作所へ、後藤岱山は同地に残ってエトナ映画社へと散り散りに移籍して行った。
同社に資本参加した小林一三は、『映画事業経営の話』（1937年）に「撮影所経営はなぜ危険か」の章を設け、同社の失敗に触れている。同社に参加しなかったものの高村を小林に紹介したマキノも戦後、設立当時のことを苦々しく回想している。
同社が製作・配給した作品のオリジナルネガ、上映用プリントは現在、一部を除いてほとんど現存していない。東京国立近代美術館フィルムセンターは2014年（平成26年）現在、『孝子五郎正宗』（監督久保文憲、1933年）の33分尺プリント、『韋駄天数右衛門』（監督後藤岱山、1933年）の78分尺プリント、『護持院ヶ原の火華』（監督後藤岱山、1933年）の39分尺プリント、『田宮坊太郎 春風礫の剣法』（監督堀江大生、1933年）の54分尺プリントをそれぞれ所蔵している。マツダ映画社は、『韋駄天数右衛門』の52分尺プリント、『艶姿影法師 前篇・陽炎篇 後篇・蒼弓篇』（監督仁科熊彦、1933年 - 1934年）の53分尺プリントを所蔵している。

## フィルモグラフィ
すべてサイレント映画である。

### 1932年
12月 - 5本
- 敵討愛慾行　監督堀江大生
- 嘆きの結婚　監督久保文憲
- 小天狗無宿陣　監督後藤岱山
- 驀進街　監督大江秀夫
- きさらぎ九平 念流無敵篇　監督後藤岱山

### 1933年
1月 - 8本
- 人類の道　監督仁科熊彦
- 乱刃筑波颪　監督大伴麟三
- 涙の天使　監督米沢正夫
- 鞍馬獅子　監督大伴麟三
- 日章旗の下に　監督久保為義
- 紅騎一番隊　監督後藤岱山
- 頓珍漢漫遊記　監督堀江大生
- 港の侠児　監督竹田一夫

2月 - 6本
- 紅騎二番隊　監督仁科熊彦
- 突進花嫁　監督大江秀夫
- 楽園へ帰る夫　監督福西ジョージ
- 天保捕物鬼譚　監督堀江大生
- 隠密傀儡師　監督後藤岱山
- 涙の渡り鳥　監督鈴木日出男

3月 - 8本
- 時雨の長脇差　監督大伴麟三
- アリランの唄　監督米沢正夫・久保文憲
- 白百合の花　監督米沢正夫
- 江戸姿紫頭巾　監督後藤岱山
- 空に飛ぶ狼　監督大江秀夫
- 無敵の渡世師　監督堀江大生
- 辻占売の少女　監督鈴木日出男
- 孝子五郎正宗　監督久保文憲 - 東京国立近代美術館フィルムセンターにプリントが現存[17]

4月 - 7本
- 死の薄化粧　監督久保文憲
- 天変二筋道　監督堀江大生
- 嵐の孤児　監督鈴木日出夫
- 紅騎三番隊　監督後藤岱山
- 風流上州颪　監督大伴麟三
- 摩天樓の顔役　監督大江秀夫
- 侠艶竜虎の渦　監督仁科熊彦

5月 - 3本
- 牧場の花嫁　監督鈴木日出男
- 神変稲妻峠　監督大伴麟三
- 護持院ヶ原の火華　監督後藤岱山 - 東京国立近代美術館フィルムセンターにプリントが現存[19]

6月 - 6本
- 鳴子八天狗 前篇　監督後藤岱山
- 宿命に泣く子　監督米沢正夫
- 港離れて　監督久保文憲
- 搦操大納言　監督堀江大生
- 霧の中に立つ女　監督鈴木日出男
- 謎の道化師　監督大伴麟三

7月 - 3本
- 鳴子八天狗 飛竜篇　監督後藤岱山
- 男伊達三度笠　監督堀江大生
- みすめじの影に　監督鈴木日出男

8月 - 4本
- 巷説どくろ頭巾　監督仁科熊彦・大伴麟三
- 三原は晴れて　監督大江秀夫
- 鳴子八天狗 京洛篇　監督堀江大生
- 風流やくざ節 前篇　監督仁科熊彦・大伴麟三

9月 - 5本
- 水郷の唄　監督久保文憲
- 仮面の紅騎兵　監督堀江大生
- 快傑荒法師 前篇　監督城戸品郎
- 神風八幡隊 前篇　監督堀江大生
- 風流やくざ節 後篇　監督仁科熊彦

10月 - 2本
- モダン浮世案内　監督米沢正夫
- 神風八幡隊 後篇　監督堀江大生

11月 - 6本
- 曝走する魔人　監督大江秀夫
- 艶姿影法師 陽炎篇　監督仁科熊彦 - 一部現存、日本名作劇場が54分のDVDを発売
- 快傑荒法師 解決篇　監督城戸品郎
- 鳴子八天狗 完結篇　監督堀江大生
- 街の艶歌師　監督大江秀夫
- からくり帖鬼譚　監督後藤岱山

12月 - 2本
- 疾風鞍馬天狗　監督重政順
- 韋駄天数右衛門　監督後藤岱山 - 東京国立近代美術館フィルムセンターにプリントが現存[18]

不明
- 青春の秘歌　監督竹田一夫
- 熱血健闘王　監督大江秀夫

### 1934年
1月 - 5本
- 艶姿影法師 蒼窓篇　監督仁科熊彦
- 空の潜航艇　監督大江秀夫
- 霧の地下道　監督久保文憲
- 片仮名仁義　監督高村正次
- 大利根の朝霧　監督後藤岱山
- 田宮坊太郎 春風礫の剣法　監督堀江大生 - 東京国立近代美術館フィルムセンターにプリントが現存[20]